# Christian Aagard
Christian Aagard (Viborg, 1616 – 1664) è stato un poeta danese.
È stato docente di poesia a Sorø e a Copenaghen.

## Opere
Alcune delle poesie di Christian Aagard sono state raccolte in:
- Deliciae quorumdam poetarum danorum Frederici Rostgaard, Lugduni Batav., 1693, vol. 1, p. 339.